# علياء بوران
علياء حاتوغ بوران (1955-) سياسية ووزيرة أردنية سابقة ولدت في عمان في الأردن. شغلت منصب وزير السياحة في حكومة عدنان بدران من (7 أبريل 2005 - 27 نوفيمبر 2005)، كما شغلت منصب وزير السياحة في حكومة فيصل الفايز في التعديل الوزاري الأول، وكانت تشغل منصب ووزير البيئة ووزير السياحة والآثار في حكومة فيصل الفايز من (25 أوكتوبر 2003 - 24 أوكتوبر 2004) قبل فصل الوزارتين.

## المؤهلات العلمية
تحمل شهادة البكالوريوس علوم في الدراسات التطبيقية للبيئة من جامعة موسكو عام 1979، وماجستير علوم في الدراسات التطبيقية للبيئة من جامعة موسكو 1980، ودكتوراه في علوم البيئة والتخطيط الاستراتيجي من الاكاديمية الروسية (السوفياتية) للعلوم فرع نوفوسي برسك 1983.

## المناصب
- 2001-2003 سفيرة للاردن لدى المملكة البلجيكية والمفوضية الاوروبية.

- 1998-2001امين عام وزارة السياحة والاثار.
- 1994 منسق الاتحاد الدولي للحفاظ على الطبيعة والموارد الطبيعية.
- 1998-2000رئيسة لجنة الاستثمار في المجلس الاقتصادي للعقبة.
- 1999-2000رئيسة الوفد الأردني في مفاوضات اتفاقية التجارة الحرة الخاصة بالبيئة بين الاردن والولايات المتحدة الامريكية.
- 1993-1994 عضو في مفاوضات السلام الخاصة بالبيئة بين الاردن وإسرائيل.
- 1998-1999ورئيسة الوفد الأردني في المفاوضات المتعددة الاطراف الخاصة بالبيئة.
- مستشار لشؤون البيئة – وزارة الخارجية.
- 1984-1998 أستاذ مشارك لعلوم البيئة – الجامعة الاردنية.

## جوائز
- حائزة على وسام الاستقلال من الدرجة الأولى والثانية والثالثة.
- جائزة المجلس الألماني – المتوسطي للتفوق والانجازات في حقل البيئة والتنمية المستدامة. [2]